# Oya Baydar
Oya Baydar (Estambul, 1 de enero de 1940) es una socióloga, activista, editora y escritora turca bien conocida por involucrarse por un largo tiempo en política adscrita al socialismo.

## Educación
Realizó sus estudios secundarios en el Lycée Notre Dame de Sion de Estambul. Publicó su primera novela inspirándose en el escritora francesa Françoise Sagan mientras era estudiante en dicho establecimiento; el texto lo escribió durante el último año de secundaria titulándola Allah Çocukları Unuttu, y fue publicada tanto en el periódico Hürriyet como en un libro.
Casi fue expulsada de su escuela por escribir esta novela. Después de publicarla, abandonó por un largo período la escritura para involucrarse en actividades políticas antes de volver a la literatura.
Se graduó del departamento de sociología de la Universidad de Estambul en 1964 para ingresar como asistente a tal unidad. El Consejo de profesores universitario rehusó dos veces su tesis doctoral que abordó como tema el aumento de la fuerza laboral en Turquía: el alumnado paralizó la Universidad a modo de protesta. Aquella, fue la primera ocupación universitaria  en Turquía. Luego, Baydar se convirtió en asistente en la Universidad de Hacettepe.

## Vida política
Durante el Golpe de Estado de 1972  fue arrestada debido a su actividad política como miembro del Partido de los Trabajadores de Turquía y del Sindicato de Profesores de Turquía, por lo que abandonó la Universidad. Entre 1972 y 1974  trabajó como columnista en los diarios Yeni Ortam y Politika; en esa época, lanzó su primera revista en conjunto con su marido Aydın Engin y Yusuf Ziya Bahadınlı. 
Durante el Golpe Militar de 1980 salió del país y estuvo en exilio durante 12 años en Alemania. Allí, vivió el periodo en descenso del sistema socialista, el que abordó en su libro de 1991 Farewell Alyosha.

## Regreso a Turquía
En 1992 retornó a su país. Trabajó como editora para la Dünden Bugüne İstanbul Ansiklopedisi, un proyecto común de la Fundación de Historia y el Ministerio de Cultura, y como editora en jefe para Türkiye Sendikacılık Ansiklopedisi'.
Ha sido galardonada con diversos premios por sus novelas e historias  que publicó después de regresar a Turquía, transformándose en una escritora reconocida. Desde 2013, ha escrito para el diario en línea T24 especialmente sobre el conflicto kurdo.

## Obras

### Novela
- Kedi Mektupları (1992)
- Hiçbiryer’e Dönüş (1998)
- Sıcak Külleri Kaldı (2000)
- Erguvan Kapısı (2004)
- Kayıp Söz (2007)
- Çöplüğün Generali (2009)
- Savaş Çağı Umut Çağı (2010)
- O Muhteşem Hayatınız (2012)

### Historia
- Elveda Alyoşa (1991)

### Otros trabajos
- Cumhuriyetin Aile Albümleri
- 75 Yılda Köylerden Şehirlere
- 75 Yılda Çarklardan Chip'lere
- 75 Yılda Çarkları Döndürenler
- 75 Yılda Değişen Yaşam Değişen İnsan-Cumhuriyet Modaları
- Cumhuriyet Modaları
- Türkiye Sendikacılık Ansiklopedisi
- Bir Dönem İki Kadın (2011)

## Premios
- Premio Sait Faik de literatura por Elveda Alyoşa en 1991
- Premio a la novela Yunus Nadi por Kedi Mektupları en  1992
- Premio a la novela Orhan Kemal por Sıcak Külleri Kaldı en 2001
- Premio Cevdet Kudret de literatura por Erguvan Kapısı en 2004
- Premio Cultural por Hiçbir Yere Dönüş en 2011